# Leistungspotenzial (Psychologie)
Unter einem Leistungspotenzial (Kompositum aus germanisch laistian = nachfolgen > althochdeutsch leisten = befolgen, ausführen, tun und lateinisch potentialis = möglich, nach Möglichkeit)
versteht man in der Experimentellen Psychologie, in der Bewegungswissenschaft sowie der Trainingslehre die Gesamtheit der einer Person verfügbaren Leistungsdispositionen. Diese erstrecken sich auf eine Vielzahl von einzelnen Komponenten.

## Leistung und Leistungspotenzial
Die Befähigung zu einer Leistung ist noch keine Leistung. Ein „Talent“ muss sich als solches erst in konkreten Handlungen beweisen. In der Philosophie spricht man in diesem Zusammenhang seit Aristoteles auch von Akt und Potenz oder (lateinisch) von Actus und Potentia. Aristoteles verwendet dafür die griechischen Begriffe ἐνέργεια (energeia) und δύναμις (dynamis):
Im Gegensatz zu den sichtbar werdenden Leistungen handelt es sich bei den Leistungs-Potenzialen nur um Voraussetzungen und Möglichkeiten, die noch der Umsetzung in reale Fertigkeiten und Handlungen bedürfen, um zu effizienten Leistungen zu werden. Beide stehen zueinander in einem Verhältnis von Bereitschaften und den möglicherweise aus ihnen resultierenden Produkten. Das individuelle Leistungspotenzial kann als ein wesentliches Ausgangselement für den Schul- und Lebenserfolg des einzelnen Menschen verstanden werden. Es ist letztendlich aber nicht allein ausschlaggebend. Im größeren gesellschaftlichen Rahmen steht auch der Wohlstand eines Gemeinwesens in einer Abhängigkeit von der produktiven Umsetzung der Potenziale des Kollektivs der ihm zugehörigen Menschen. Die menschlichen Ressourcen können genutzt, aber auch durch eine verfehlte Gesellschaftspolitik verspielt werden (Stichworte: Schuldenkrise, Staatsbankrott).

## Entstehung
Leistungspotenziale basieren zunächst auf Anlagen, können aber auch durch Lernprozesse erworben oder weiter entwickelt werden. Art und Ausprägungsgrad der Leistungspotenziale sind von Mensch zu Mensch unterschiedlich, ebenso die Lernbereitschaft und Umsetzungsmentalität.
Leistungspotenziale können sich auf die Einzelpersönlichkeit, in der Summe aber auch auf Gruppen (etwa eine Firmenbelegschaft) und auf größere Gemeinschaften (Staaten) beziehen und in einer längeren Zeitspanne verändern. Sie bilden einen Komplex, der in ihrer Ausrichtung die einzelne Persönlichkeit wie ganze Gesellschaften charakterisieren kann.

## Bedeutung
Als anlagemäßige Voraussetzung für eine Leistung kann ein Leistungs-Potenzial ausgeschöpft, durch Lernen erweitert, aber auch ungenutzt bleiben. Damit aus bestimmten Fähigkeiten Fertigkeiten und sichtbare Leistungen werden, bedarf es weiterer Potenziale und deren Aktivierung. So kann beispielsweise ein sprachlich, mathematisch oder handwerklich begabter Schüler mangels Fleiß und Motivation zu schlechten Schulleistungen kommen. Ein musikalisches Talent kann mangels einer entsprechenden Förderung unentdeckt oder vernachlässigt bleiben. Potenziale sind nur Möglichkeiten. Sie können vorhanden sein, zur Verfügung stehen, ausgebaut, aber auch nicht abgerufen werden. Damit aus der Anlage eine Leistung in Form eines sichtbaren Produkts werden kann, bedarf es einer Mobilisierung der Leistungs-Bereitschaft mit dem Ziel effektiven Handelns.
In größeren Gemeinschaften, auch Staaten, kommt der vorherrschenden Mentalität der Bürger und dem Grad der in Leistung umgesetzten Leistungsbereitschaft eine wesentliche Bedeutung für das Ansehen und den  Wohlstand des Gemeinwesens zu. Wenn  Leistungspotenziale nicht aktiviert, die notwendigen Leistungen nicht erbracht werden, trotzdem aber hohe Anforderungen an die Lebensqualität gestellt werden, kommt es zu einem Ungleichgewicht zwischen Anspruchsniveau und produktiver Eigenleistung und in der Folge möglicherweise zu einer Abhängigkeit von anderen (Schulden, Entmündigung, Souveränitätsverlust etc.).

## Leistungskomponenten
Die eine individuelle Leistung konstituierenden Faktoren sind äußerst vielfältig. Sie lassen sich in einer – keine Vollständigkeit beanspruchenden – Übersicht wie folgt beispielhaft auflisten. Weitere Differenzierungen hängen von dem speziellen Forschungsinteresse und den Anwendungszwecken (z. B. für ein gezieltes sportliches Training) ab.

### Physische Komponenten
Kraft, Schnelligkeit, Schnellkraft, Ausdauer, Koordination, Feinmotorik etc.

### Sensorische Komponenten
Visuelles, auditives, olfaktorisches, gustatorisches, sensomotorisches, kinästhetisches etc. Wahrnehmungsvermögen. Während sich die Wahrnehmungsphysiologie vorwiegend mit den biologischen Grundlagen befasst, ist die Analyse der psychischen Zusammenhänge vorrangiges Forschungsthema der Wahrnehmungspsychologie.

### Technische Komponenten
Handwerkliche, sportliche, künstlerische, musikalische, sprachliche, mathematische etc. Begabung

### Intellektuell/kognitive Komponenten
Intelligenz (Einsichtsfähigkeit), Auffassungsgabe, Gedächtnis, Kritikfähigkeit, Differenzierungsvermögen, Kombinationsgabe, Abstraktionsvermögen, Analytisches Denken, Urteilsvermögen, Wissen, Realitätssinn, Vernunft, Klugheit, Intuition, Kreativität etc.

### Psychische Komponenten
Motivation, Fleiß, Selbstdisziplin, Frustrationstoleranz, Konzentrationsfähigkeit, Ambiguitätstoleranz, Mut etc.

### Volitive Komponenten
Willensstärke, Durchsetzungskraft, Leidensfähigkeit, Beharrlichkeit, Zielstrebigkeit, Durchhaltevermögen, Einsatzbereitschaft etc.

### Emotionale Komponenten
Sensibilität, Einfühlungsvermögen, Mitgefühl, Empathie, Begeisterungsfähigkeit etc.

### Sittlich/moralische Komponenten
Gerechtigkeitssinn, Wahrheitsliebe, Hilfsbereitschaft, Prinzipien(Regel)treue, Toleranz, Solidarität, Verantwortungsbewusstsein, Bindungsfähigkeit (Religiosität) etc.

## Diagnose von Potenzialen
Da Leistungspotenziale nicht sichtbar und mit den aus ihnen erwachsenden Fertigkeiten nicht identisch sind, müssen sie durch entsprechende Aufgabenstellungen provoziert und zur Realisierung gebracht werden. Dies geschieht durch faktorenanalytisch konzipierte „Fähigkeitstests“. Im Gegensatz zu den „Fertigkeitstests“ werden hierbei die Grundeigenschaften gegenüber verfälschenden Faktoren wie z. B. bestimmte Techniken (beim Sport) oder Wissensvoraussetzungen (bei der Intelligenz) isoliert. So misst etwa das Testverfahren  Wiener Koordinationsparcours die allgemeine Koordinationsfähigkeit unabhängig vom technischen oder konditionellen Zuschnitt auf bestimmte Sportarten. Der Abalakow-Test konzentriert sich auf das Erfassen der reinen Schnellkraft und eliminiert daher bereits in der Testkonstruktion verfälschende Faktoren wie Körperproportionen, Beinlänge, Hochsprungtechnik etc., die z. B. bei einem Sprung über eine Latte gegeben sind.
Ebenso sondern reine Intelligenztests wie etwa der Ravens Matrizentest spezielle, etwa sprachliche, mathematische oder technische Fertigkeiten, testsystematisch aus, um zu einer validen Aussage über das Basispotenzial Intelligenz kommen zu können.